# Amastris exaltata
Amastris exaltata är en insektsart som beskrevs av Walker. Amastris exaltata ingår i släktet Amastris och familjen hornstritar. Inga underarter finns listade i Catalogue of Life.